# ビジネスシステム
ビジネスシステムとは経営学用語の一つ。
販売管理や生産管理など、企業の業務活動を効率よく進めるためのシステムである。
現代において行われている競争戦略のフロンティアというのは、企業間で行われている競争ではなく、システム間で行われている競争へと移行してきている。このシステム間の競争で中心となっている事柄と言うのがビジネスシステムというわけである。